# فريدريش ويلهلم فون بويستفالين
فريدريش ويلهلم فون بويستفالين (بالألمانية: Friedrich Wilhelm von Westphalen)‏ (و. 1727 – 1789 م) هو كاهن كاثوليكي ألماني، ولد في بادربورن، توفي في هيلدسهايم، عن عمر يناهز 62 عاماً.

## مناصب
تولى منصب الأمير الأسقف، Prince-Bishopric of Paderborn ‏ (1782–1789)
- مطران  [لغات أخرى]‏ (منذ 23 أكتوبر 1763)
- أسقف كاثوليكي (منذ 23 أكتوبر 1763)[1]
- الأمير الأسقف، Prince-Bishopric of Hildesheim [الإنجليزية]‏ (1763–1789)
- مطران  [لغات أخرى]‏

.